# Zheng Shuyin
Zheng Shuyin (1 de maio de 1994) é uma taekwondista chinesa, campeã olímpica. 

## Carreira
Zheng Shuyin competiu na Rio 2016, na qual conquistou a medalha de ouro, na categoria mais de 67kg..